# Austrolimnophila (Austrolimnophila) laetabunda
Austrolimnophila (Austrolimnophila) laetabunda is een tweevleugelige uit de familie steltmuggen (Limoniidae). De soort komt voor in het Australaziatisch gebied.